# Guerra de Aceh
La Guerra de Aceh, también conocida como la Guerra neerlandesa o la Guerra de los Infieles (1873–1914), fue un conflicto bélico entre el Sultanato de Aceh y los Países Bajos que se inició debido a discusiones entre los representantes de Aceh y los Estados Unidos en Singapur a principios de 1873. La guerra fue parte de una serie de conflictos a finales del siglo XIX que consolidaron el dominio neerlandés sobre lo que hoy en día es Indonesia.

## Antecedentes
Durante gran parte del siglo XIX, la independencia de Aceh había sido garantizada por el Tratado anglo-neerlandés de 1824 y su condición de protectorado del Imperio otomano desde el siglo XVI. Durante los años 1820, Aceh se volvió una potencia política y comercial de la región, siendo el proveedor de la mitad de la pimienta del mundo, lo que incrementó los ingresos y la influencia de las rajas feudales locales. La creciente demanda de pimienta por parte de europeos y estadounidenses llevó a una serie de enfrentamientos diplomáticos entre los británicos, los franceses y los estadounidenses. Durante el reinado del Sultán Aluddin Ibrahim Mansur Syah (1838-1870), el Sultanato de Aceh puso a las rajas regionales bajo su control y extendió su dominio sobre la costa oeste. Sin embargo, esta expansión se puso en conflicto con la expansión colonial neerlandesa hacia el norte en Sumatra.
Luego de la apertura del canal de Suez en 1869 y el cambio de las rutas comerciales, los británicos y los neerlandeses firmaron el Tratado de Sumatra el cual terminó los reclamos territoriales británicos en Sumatra, dejando así el paso libre a los neerlandeses dentro de su esfera de influencia en el sudeste asiático marítimo al mismo tiempo que recaía sobre ellos la responsabilidad de controlar la piratería. A cambio, el Reino Unido obtuvo el control de la Costa de Oro neerlandesa en África e igualdad de derechos comerciales en Siak. Las ambiciones territoriales en Aceh fueron impulsadas por un deseo de explotar sus recursos naturales, en especial pimienta negra y petróleo, y por la eliminación del sultanato como una nación independiente importante de la zona. Los neerlandeses también pretendían coartar las ambiciones coloniales de otras potencias europeas en el sureste asiático, en especial los británicos y los franceses.

## Operaciones de combate

### Estrategias
Los neerlandeses trataron una estrategia tras otra, con el paso de las décadas. En 1873 intentaron un solo ataque veloz, pero fracasaron. Luego trataron un bloqueo naval, reconciliación, concentración dentro de una línea de fuertes, y luego contenimiento pasivo. Tuvieron muy poco éxito. Con un costo de entre 15 y 20 millones de florines al año, el pesado gasto en las estrategias fallidas casi hace quebrar al gobierno colonial.

### Primera ofensiva neerlandesa
En 1873 en Singapur se llevaron a cabo negociaciones entre los representantes del Sultanato de Aceh y el cónsul estadounidense local sobre un posible tratado bilateral. Los neerlandeses vieron esto como una violación de un tratado anterior con los británicos en 1871 y utilizaron esta oportunidad para anexar a Aceh militarmente. Una expedición bajo el Mayor General Johan Harmen Rudolf Köhler fue enviada el 26 de marzo de 1873, la cual bombardeó la capital Banda Aceh y logró ocupar la mayoría de las regiones costeras para abril. La intención de los neerlandeses era atacar y tomar el palacio del sultán, lo que también llevaría a la ocupación de todo el país. El sultán solicitó y posiblemente recibió ayuda de Italia y el Reino Unido en Singapur. De cualquier manera, el ejército de Ace fue modernizado rápidamente y creció en números que se estiman estuvieron entre los 10 000 a 100 000 hombres. Subestimando las capacidades militares de los acheneses, los neerlandeses cometieron varios errores tácticos y sufrieron bajas incluyendo la muerte de Köhler y 80 soldados. Estas derrotas tuvieron un efecto negativo en la moral y el prestigio de los neerlandeses.
Obligados a replegarse, los neerlandeses impusieron un bloqueo naval de Aceh. En un intento por preservar la independencia de su país, el sultán Mahmud trató de acudir a otras potencias occidentales y a Turquía por ayuda, pero sin éxito. Aunque el cónsul estadounidense se mostraba solidario con su causa, el gobierno estadounidense se mantuvo neutral. Debido a su débil posición en la arena política internacional, el Imperio Otomano estaba impotente. Al mismo tiempo, los británicos se rehusaron a intervenir debido a sus relaciones con los neerlandeses, mientras que los franceses rechazaron la solicitud del sultán.

### Segunda ofensiva neerlandesa
En noviembre de 1873, una segunda expedición que consistía de 13 000 tropas lideradas por el general Jan van Swieten fue enviada a Aceh. La invasión coincidió con un brote de cólera que mató a miles en ambos bandos. Para enero de 1874, las deteriorantes condiciones obligaron al Sultán Mahmud Syah y sus seguidores a abandonar Banda Aceh y replegarse al interior. Mientras tanto, las fuerzas neerlandesas ocuparon la capital y capturaron el simbólico dalam (palacio del sultán), llevando a los neerlandeses a creer que habían ganado. Los ocupantes neerlandeses luego abolieron el sultanato y declararon la anexión de Aceh a las Indias Orientales Neerlandesas.
Luego de la muerte de Mahmud por cólera, los acheneses proclamaron a un joven nieto de Alauddin Ibrahim Mansur Syah, llamado Tuanku Muhammad Daud, como Alauddin Muhammad Da'ud Syah II (r. 1874-1903) y continuaron su llucha en las colinas y la selva por diez años, con fuertes bajas en ambos bandos. Aproximadamente en 1880 la estrategia neerlandesa cambió, y en lugar de continuar la guerra comenzaron a concentrarse en defender las áreas que ya tenían bajo su control, lo cual los limitó más que todo a la ciudad capital (actualmente Banda Aceh), y el pueblo portuario Ulee Lheue. Los bloqueos navales neerlandeses tuvieron éxito en obligar a los uleebelang o jefes seculares a firmar tratados que extendían el control neerlandés a lo largo de las regiones costeras. No obstante, los uleebelang utilizaron sus ingresos recientemente restaurados para financiar a las fuerzas de resistencia achenesas.
La intervención neerlandesa en Aceh cobró la vida de miles de soldados y fue una seria sangría para las finanzas coloniales. El 13 de octubre de 1880 el gobierno colonial declaró que la guerra había terminado e instaló un gobierno civil, pero continuó gastando grandes cantidades de dinero para mantener el control de las áreas ocupadas. En un intento por ganarse el apoyo de los acheneses locales, los neerlandeses construyeron la Masjid Raya Baiturrahman o Gran Mezquita en Banda Aceh como un gesto de reconciliación.

### Guerra santa
La guerra comenzó en 1883, cuando el barco británico Nisero encalló en Aceh, en un área en donde los neerlandeses tenía muy poco control. Un líder local pidió un rescate tanto por parte de los neerlandeses como por parte de los británicos, y bajo presión británica, los neerlandeses se vieron obligados a tratar de liberar a los marineros. Luego de un intento fallido por parte de los neerlandeses de rescatar a los rehenes en el que se le solicitó ayuda al líder local Teuku Umar pero se negó, los neerlandeses junto con los británicos invadieron el territorio. El Sultán devolvió a los rehenes, y recibió una gran suma de dinero a cambio.

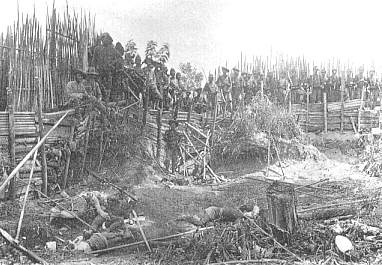
La captura del Fuerte Kuto Reh el 14 de junio de 1904 casuo cientos de bajas en el bando achenense.

Unar se llamó a sí mismo Teuku Djohan Pahlawan (Johan el Heroico). El 1 de enero de 1894 Umar incluso recibió ayuda de los neerlandeses para formar un ejército. No obstante, dos años después, Umar atacó a los neerlandeses con este nuevo ejército en lugar de ayudarles a subyugar el interior de Aceh. Este evento es conocido en los Países Bajos como "Het verraad van Teukoe Oemar" (La traición de Teuku Umar). A partir de mediados de los años 1880, el liderazgo militar achenés estuvo dominado por los ulema religiosos, entre ellos Tengku Chik di Tiro (Muhamma Saman), quien propagó el concepto de "guerra santa" a través de sermones y textos conocidos como hikayat o cuentos poéticos. Los luchadores achenenses se veían a sí mismos como mártires religiosos luchando en contra de "invasores infieles. Para esas alturas, la Guerra de Aceh estaba siendo utilizada como un símbolo de resistencia musulmana al imperialismo occidental.
En 1892 y 1893 Aceh se mantuvo independiente, pese a los esfuerzos neerlandeses. El Mayor J.B. van Heutsz, un líder militar colonial, procedió a escribir una serie de artículos sobre Aceh. Fue apoyado por el Dr. Chrstiaan Snouck Hurgronje de la Universidad de Leiden, en ese entonces el principal experto neerlandés sobre el islam. Hurgronje logró ganarse la confianza de muchos líderes de Aceh y obtuvo valiosa inteligencia para el gobierno neerlandés sobre las actividades de los peregrinos hajj indonesios. Su obra se mantuvo en secreto oficial por muchos años. En el análisis de Hurgronje de la sociedad achenense, minimizó el rold el sultán y argumentó que la atención debería ser dirigida a los jefes y nobles hereditarios, los Ulee Balang, quienes él pensaba podían ser confiados para ser los administradores locales. No obstante, indicó que los líderes religiosos de Aceh, los ulema, no eran de fiar ni se podía persuadir para que cooperen, por lo que debían ser destruidos. Como parte de la política de dividir y conquistar, Hurgronje urgió a los líderes de su país que aumenten la brecha entre la nobleza de Aceh y sus líderes religiosos.
En 1894, el penghulu o juez Hasan Mustafa también ayudó a poner fin a la lucha emitiendo una fatwa, diciéndoles a los musulmanes que se sometan al gobierno colonial neerlandés.

### Pacificación
En 1898 Van Heutsz fue proclamado gobernador de Aceh, y con su teniente, más adelante primer ministro de los Países Bajos, Hendrikus Colijn, finalmente conquistarían gran parte de Aceh. Siguieron las sugerencias de Hurgronje, encontrando a uleebelang que estaban dispuestos a ayudarles en el campo y a aislar a la resistencia de su base de apoyo rural. Los neerlandeses formularon una estrategia de contrainsurgencia desplegando unidades Marechaussee con armas livianas y utilizando tácticas de tierra quemada. Van Heutsz encomendó al coronel Gotfried Coenraad Ernst van Daalen con la destrucción d la resistencia restante. G.C.E. van Daalen destruyó varias aldeas, matando al menos 2900 achenenses, entre ellos 1150 mujeres y niños. Las bajas neerlandesas fueron de  26 hombres, y Van Daalen fue ascendido.

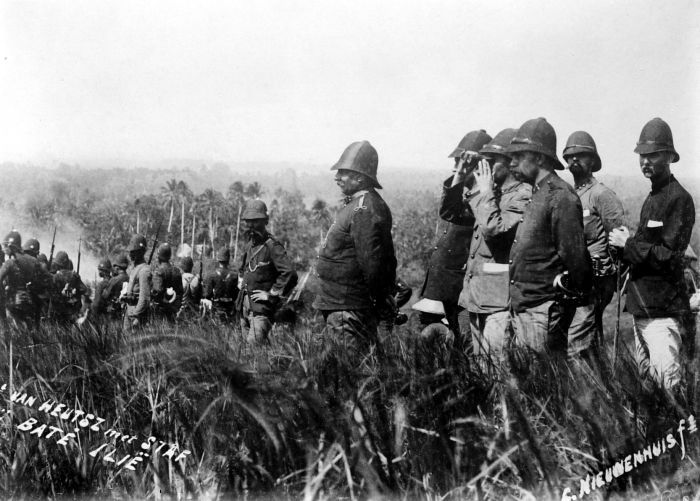
El general van Heutz y sus asesores.

En 1903, los principales líderes de la resistencia secular achenés, incluyendo al Sultán Alauddin Muhammad Da'd Syah II, Tuanku Raja Keumala, Mahmud y Muda Perkasa capitularon. Para 1904 la mayor parte de Aceh estaba bajo control neerlandés, y tenía un gobierno de origen local que cooperaba con el estado colonial. Los neerlandeses consolidaron su control sobre Aceh al practicar una política de tolerancia religiosa para así disuadir a los acheneses a que tome las armas.  No obstante, situaciones de crueldad marcada por parte del ejército neerlandés aún ocurrieron durante este periodo. Fotografías de una masacre en la aldea de Koeto Reh tomadas durante una expedición militar neerlandesa en las regiones de Gayo y Alas de Aceh en 1904, por ejemplo, indican que matanzas de grupos grandes de civiles tuvieron lugar en algunas ocasiones.  Las bajas totales estimadas en el bando de Aceh se estiman entre los 50 000 a 60 000 muertos, con más de 1 000 000 de heridos. La destrucción de comunidades enteras también provocó el desplazamiento de unos 10 000 acheneses a la vecina Malasia.
En los Países Bajos de ese entonces, Van Heutsz era considerado un héroe, nombrado el 'Pacificador de Aceh' y fue ascendido a gobernador-general de todas las Indias Neerlandesas en 1904. Se le hizo un monumento en su honor en Ámsterdam que aún se encuentra en pie, aunque su imagen y nombre luego fueron removidos para protestar su violento legado. La clase dirigente neerlandesa defendió las acciones del gobierno en Aceh citando la imperativa moral de liberar a las masas de la opresión y las prácticas retrógradas de los líderes nativos que no se adaptaban a las normativas aceptadas internacionalmente. La Guerra de Aceh también propició la anexión por parte de los Países Bajos de otros estados independientes en Bali, las Molucas, Borneo y Sulawesi entre 1901 y 1910.
No obstante, la influencia colonial en las remotas áreas altas en el centro de Aceh nunca fue sustancial, y una limitada resistencia de guerrilla liderada por ulemas religiosos persistió hasta 1942. Al no poder doblegar a los neerlandeses, muchos de los ulema gradualmente descontinuaron su resistencia. La región de Gayo continuó siendo un centro de resistencia. Un intelectual, Sayyid Ahmad Khan, apoyó descontinuar la "jihad" en contra de los neerlandeses ya que el término era utilizado para definir una guerra en contra de la opresión religiosa.

## Consecuencias

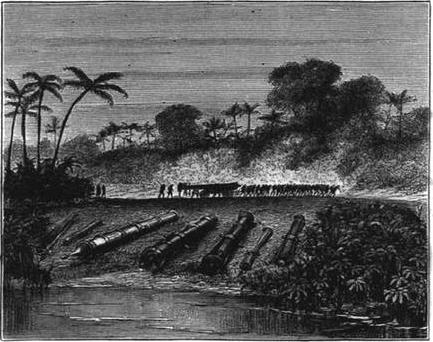
Cañones otomanos y acheneses desmantelados tras la conquista de Aceh en 1874, The Illustrated London News.

Luego de la Guerra de Aceh, los uleebelang (la aristocracia local) ayudó a los neerlandeses a mantener control sobre Aceh a través de un gobierno indirecto. Durante los primeros años del siglo XX, tanto Standard Oil como la Royal Dutch Shell construyeron refinerías de petróleo para extraer las considerables reservas de la provincia. Pese a que el conflicto abierto había concluido, la resistencia popular achenesa contra el gobierno neerlandés continuó hasta la invasión japonesa de las Indias Orientales Neerlandesas en 1942. A lo largo del siglo XX, ciudadanos neerlandeses y oficiales de ese país fueron objetivos de ataques suicidas por parte de patriotas acheneses influenciados por el Hikayat Perang Sabil y otros textos. Este fenómeno fue conocido como el Atjeh-moord o "asesinatos de Aceh" y obligó al gobierno neerlandés a mantener una fuerza militar considerable en la provincia.
El resentimiento achenés fue exacerbado con la implementación de un sistema de trabajos forzados en el que los súbditos debían trabajar en la construcción de caminos del gobierno por 24 días al año. Para mediados de la década de los años 1920, Aceah había regresado a un estado de guerra de guerrillas a gran escala. Luego de la invasión japonesa, las fuerzas de ocupación japonesas fueron recibidas en un principio como liberadores por los nacionalistas acheneses, aunque diferencias llevaron a una resistencia prolongada por parte de rebeldes inspirados en el islam, culminando con la rebelión de Bayu. Los ulamas acheneses (clérigos islámicos) lucharon tanto contra los neerlandeses como los japoneses, alzándose en armas contra los neerlandeses en febrero de 1942 y contra los japoneses en noviembre de ese mismo año. La revuelta fue liderada por la Asociación de Todos los Académicos Religiosos de Aceh. Los japoneses sufrieron 18 muertos en la insurrección, mientras que ellos mataron a entre 100 y 120 acheneses. La insurrección tuvo lugar en Bayu y estuvo centrada alrededor de la escuela religiosa de la aldea Tjot Plieng. Durante la revuelta, tropas japonesas armadas con morteros y ametralladoras fueron atacados por acheneses armados con espadas liderados por Teungku Abduldjalil (Tengku Abdul Djalil) en Buloh Gampong Teungah y Tjot Plieng el 10 y 13 de noviembre. En mayo de 1945 los acheneses se rebelaron de nuevo. Durante la Revolución Nacional Indonesia luego de la rendición de Japón en agosto de 1945, la aristocracia fue el objeto de ataques en represalia a su colaboración con los neerlandeses y la región se convirtió en un bastión de los republicanos de Suharto. Debido al arraigado sentimiento anticolonial en Aceh, los neerlandeses no hicieron de la provincia un objetivo durante las ofensivas militares en contra de la revolución indonesia entre 1947 y 1948.
Luego de la transferencia de soberanía a Indonesia en agosto de 1949, muchos acheneses se mostraron insatisfechos con las políticas del gobierno central en Yakarta dominadas por javaneses, y comenzaron a protestar en busca de mayor autonomía. Entre las quejas estaban la incorporación de Aceh en la predominantemente cristiana provincia de Batak en el norte de Sumatra, su pobres beneficios políticos y financieros dentro de la unitaria República Indonesia y la imposibilidad de imponer ley sharia. En 1953, estos factores llevaron a la corta rebelión del movimiento Darul Islam bajo Daud Bereueh que fue reprimida por el ejército indonesio, aunque la resistencia continuó en el interior hasta 1959 cuando los rebeldes lograron negociar un estatus autónomo para Aceh. Pese a esto, muchos acheneses y otros grupos de Sumatra tenían resentimiento al hecho que los puestos claves del gobierno y el ejército estaban dominados por javaneses. La resultante rebelión liderada por el Movimiento Aceh Libre azotó la provincia hasta que se firmó un tratado de paz entre el movimiento achenés y el gobierno indonesio luego del Gran Tsunami de Aceh.

### Cementerio neerlandés Kerkhoff Poucut
Muchas de las bajas neerlandesas durante la Guerra de Aceh fueron enterradas en el cementerio militar neerlandés Kerkhoff Poucut, ubicado cerca del centro de Banda Aceh, junto al Museo del Tsunami. El Kerkhoff Poucut ha sido catalogado como el cementerio militar neerlandés más grande fuera de los Países Bajos. Existe unas 2200 tumbas de soldados neerlandeses blancos, al igual que de reclutas de Ambon, Manado y Java, además de varios generales neerlandeses.